# Masaya (Vulkan)
Der Vulkan Masaya liegt inmitten der 6 mal 11 km großen Masaya-Caldera und in der Nähe der gleichnamigen Stadt in Nicaragua. Er befindet sich im Nationalpark Vulkan Masaya.
Der Name, den die indigene Bevölkerung dem Vulkan gab, ist Popogatepe, die Bezeichnung auf Nahuatl für brennender Berg (siehe dazu Popocatépetl). Im präkolumbischen Zeitalter wurde er von ihnen verehrt und seine Eruptionen wurden als Zeichen verärgerter Götter gesehen. Deswegen brachte die einheimische Bevölkerung ihm Menschenopfer dar, die häufig kleine Kinder oder Jungfrauen waren.
Die spanischen Konquistadoren nannten den Vulkan La Boca del Infierno (Höllenschlund). Um den Teufel abzuwehren, setzten sie im 16. Jahrhundert ein Kreuz an den Rand des Kraters, das zu Ehren des Kirchenvaters Francisco Bobadilla La Cruz de Bobadilla benannt wurde.
Viele europäische Eroberer suchten die Gegend des Vulkans nach Gold ab; unter den erfolglosen Suchern befanden sich auch Gonzalo Fernández de Oviedo (1529) und Friar Blas del Castillo (1538).
Beim Ausbruch des Masaya 1772 (der letzte des eigentlichen Masayakraters) floss die Lava wie ein Fluss in die Gegend, die mittlerweile Piedra Quemada (verbrannter Stein) heißt.
Möglicherweise wurden während der Diktatur von Anastasio Somoza Debayle politische Gegenspieler und nach dem Ende der Diktatur seine Schergen von den Sandinisten in den Krater geworfen. Während der Diktatur wurde die nahe Festung Coyotepe als Foltergefängnis genutzt, von der unter Umständen mit Hubschraubern Insassen zum Vulkan geflogen wurden. Wie viele Personen, von wem und unter welchen Umständen in den Krater geworfen wurden, ist unbekannt. Eine Aufarbeitung der Geschichte wird vom amtierenden Präsidenten Nicaraguas, Daniel Ortega nicht gewünscht.
Auf dem Vulkan siedelt die Biene Anthophora squammulosa in einer Umgebung, die durch Schwefeldioxid, sauren Regen und Asche lebensfeindlich ist.

Originalkarte von Karl Albert Ludwig von Seebach aus dem Museum am Vulkan Masaya-Nindiri
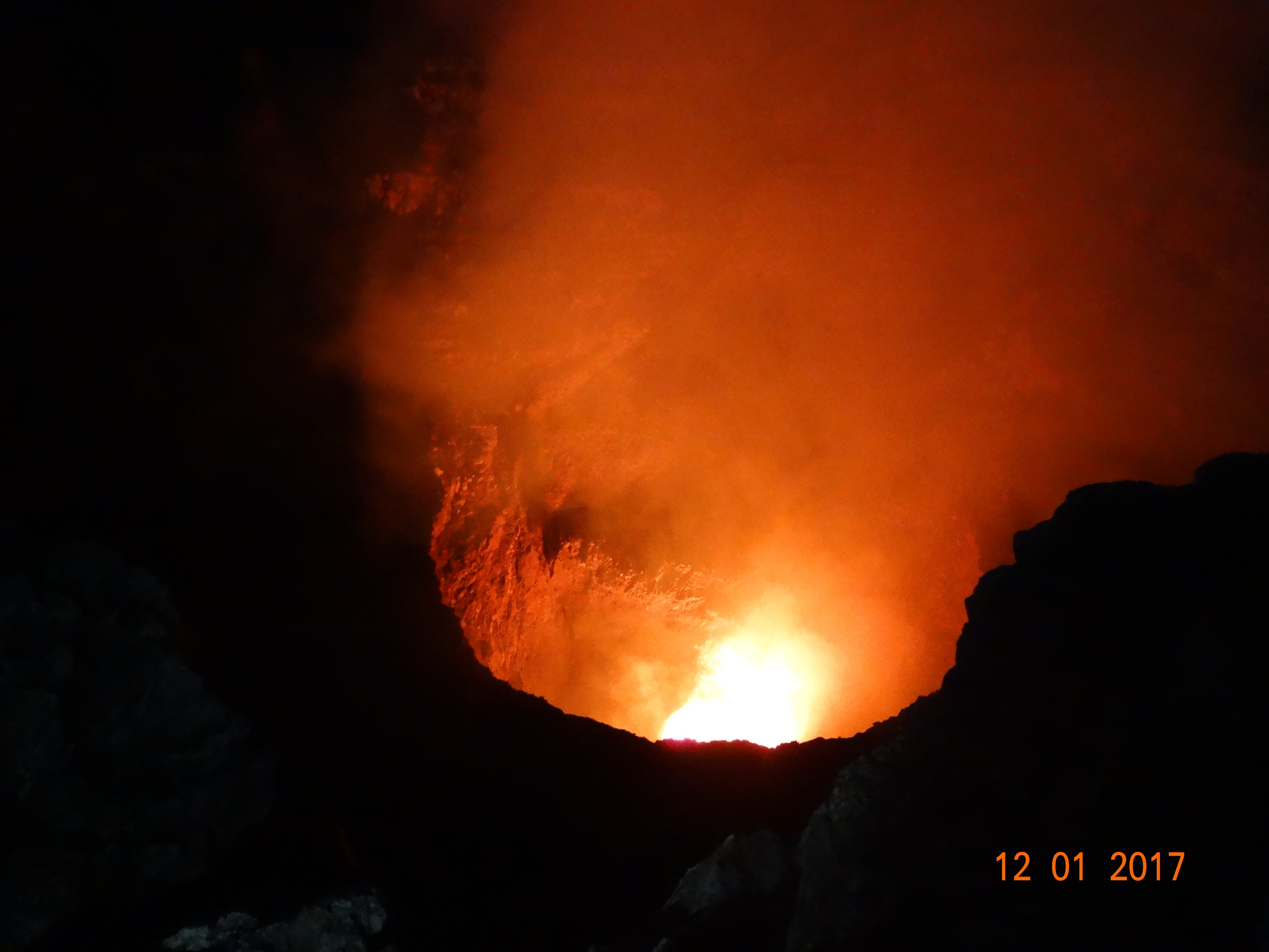
Masaya Vulkan (Krater)